# 진 송
《진 송》(秦頌, 秦颂, The Emperor's Shadow)은 주효문 감독, 장원, 거유, 쉬칭, 거즈쥔 출연의 1996년 중국 역사 영화이다. 개봉 당시 중국 역사상 가장 제작비가 비싼 중국 영화였다. 강문 등이 주연으로 출연하였고 진지도 등이 제작에 참여하였다.

## 출연

### 주연
- 강문
- 갈우
- 허청

### 조연
- 과치균
- 왕경상
- 저국강
- 왕닝
- 서요선
- 이몽남
- 원원
- 전명
- 왕붕
- 임화

## 기타
- 출품인: 진지도
- 출품인: 진곤명
- 출품인: 장비량
- 미술: 조구평
- 미술: 두국상
- 미술: 장대천
- 의상: 동화묘

## 같이 보기
- 영웅 (2002년 영화)